# Robert Lussier
Robert Lussier, né le 31 décembre 1924, mort le 19 mars 1994 est un médecin et homme politique québécois. Durant sa carrière médicale, il fut médecin généraliste et participa à la fondation de l’hôpital Le Gardeur de Repentigny. Il entreprit également une carrière politique qui l’amena à être maire de Repentigny et ministre des Affaires municipales,.

## Biographie
Fils de Wilfrid Lussier et d’Albinie Fecteau, Robert Lussier grandit à Richmond. Il complète son cours classique au Collège André-Grasset et au Collège de Montréal pour par la suite entreprendre ses études en médecine à l’Université de Montréal. Il commence sa pratique en tant que médecin généraliste en 1953 à Repentigny.

## Carrière médicale
Le Dr Robert Lussier participe à la fondation de l’hôpital Le Gardeur de Repentigny avec le Dr Justin Mercure et le Dr Émile R. McDuff à la fin des années 1950,. En 1979, le Dr Robert Lussier fonde la clinique médicale de Repentigny où il exerce la médecine jusqu’à son décès.

## Carrière politique
Le Dr Robert Lussier entame sa carrière politique comme maire de Repentigny de 1960 à 1968. 
En 1966, il est élu député de l'Union nationale dans le comté de L'Assomption. 
Il est d’abord adjoint parlementaire du ministère des Affaires municipales en 1967. Puis ministre des Affaires municipales dans les cabinets Johnson et Bertrand du 31 octobre 1967 au 12 mai 1970. 
En novembre 1969, il dépose un projet de loi créant la Communauté urbaine de Montréal, la Communauté urbaine de Québec et la Communauté urbaine de l'Outaouais. Cette loi est entrée en vigueur le 1er janvier 1970. 
De 1975 à 1977, le Dr Robert Lussier est conseiller du Parti québécois. De 1977 à 1979, le Dr Lussier devient vice-président du conseil exécutif national du Parti québécois. 

## Vie privée
Robert Lussier a épousé Ginette Bruneau, fille de Deligny Bruneau et de Noëlla Soucy, le 29 décembre 1952 à Montréal dans la paroisse Saint-Stanislas. Ginette et Robert eurent 7 enfants.  

## Implications
- Président de la Chambre de commerce de Repentigny en 1960[1].
- Président du Centre d'art de Repentigny de 1964 à 1967[7].
- Président de l’Association de Repentigny pour l'Avancement de la Musique (ARAM) de 1987 à 1994[8].

## Hommages
À Repentigny, la rue et la bibliothèque Robert-Lussier sont nommées en son honneur. 
L'organisme Culture Lanaudière remet un prix Robert-Lussier. La Fondation Robert Lussier (anciennement la Fondation de l’ARAM) porte également son nom. 